# 沢田尚子
沢田 尚子（さわだ ひさこ、1957年10月17日 ‐ ）はフリーアナウンサーである。

## 人物
- 大阪府生まれ。
- 帝塚山学院短期大学文芸科卒業後の1978年に広島ホームテレビ入社を経て1982年、テレビ大阪に移籍後現在はフリーアナとして活躍中。
- 現在も、テレビ・ラジオのレギュラー番組を中心に活動するとともに、これまでの経験を活かし、タレント養成や社会人向けのスキルアップセミナー、朗読講座なども手がけている。
- また、上方舞山村流師範として、一門の舞踊会や自主公演・勉強会、市民講座も精力的に行っている。

## フリーアナウンサーへの転身後に出演した主な番組
板東英二が自身の不祥事（所得税の申告漏れ）で芸能活動を一時自粛するまでは、板東の冠番組で長年パートナーを務めていた。
- 板東英二の欲バリ市場（MBSテレビ）
- 板東英二金曜生BANBAN（MBSラジオ）
- 板東英二のおばあちゃんと話そう（MBSラジオ）
- どんどこワイド（ラジオ大阪）
- おはよう!おかえり 沢田尚子です（ラジオ大阪）